# Göran Lindgren (grosshandlare)
Göran Oscar Vilhelm Lindgren (i riksdagen kallad Lindgren i Örebro), född 6 april 1848 i Blackstads församling, Kalmar län, död 13 januari 1922 i Örebro Nikolai församling, Örebro, var en svensk grosshandlare, nykterhetsivrare och riksdagsman. Han var verksam i Örebro och ledamot av riksdagens andra kammare mandatperioden 1903–1905.
Lindgren, som var son till en hemmansägare, ägnade sig tidigt åt handelsyrket och etablerade sig 1875 som grosshandlare i Örebro, där han ivrigt deltog i det kommunala livet. I många år var han ledamot av stadsfullmäktige, drätselkammaren, hälsovårdsnämnden och, byggnadsnämnden, dessutom var han under flera år var ledamot av styrelserna för Örebro folkbank, sparbank, lånekassa och hypoteksförening. Lindgren anlade 1886 Örebro elektricitetsverk och han var även en av stiftarna av Örebro telefonförening, vilka båda tillhörde de första i Sverige.
Hösten 1902 valdes Lindgren till representant för Örebro stad i andra kammaren, där han räknades till de politiska vildarna. Han tillhörde nykterhetsgruppen och väckte flera beaktansvärda motioner, bland annat om utredning rörande behovet av en kuranstalt för obemedlade alkoholister (1903), och om förbud mot tobaksvarors försäljning till minderåriga (1904). Han fick dock störst uppmärksamhet för sin vid 1903 års riksdag väckta motion om vaccinationstvångets upphävande.
Lindgren var under hela sitt liv ivrig nykterist och under många år styrelsemedlem i Örebro blåbandsförening liksom i därvarande KFUM, söndagsskolförening och föreläsningsförening samt Örebro läns skyddsförening. I samtliga dessa föreningars bildande deltog han. Han var särskilt intresserad av söndagsskolverksamheten och var i omkring 35 år lärare i en större söndagsskola. Under 28 år var han tillika dess föreståndare. Han började 1877 importera ett för nattvardsfirande avsett alkoholfritt vin, vilket under årens lopp började användas främst inom frikyrkoförsamlingar.
Göran Lindgren är begravd på Nikolai kyrkogård i Örebro.